# PZ Telescopii
PZ Telescopii (PZ Tel / HD 174429) es una estrella en la constelación de Telescopium situada unos 2º al norte de κ Telescopii.
De magnitud aparente +8,41, se halla a 168 años luz del sistema solar.
En 2010 se obtuvo una imagen directa de una compañera subestelar —una enana marrón—, asociada a esta estrella.
Se la considera miembro de la asociación estelar de Beta Pictoris, grupo de estrellas con un probable origen común que se mueven de forma similar a través del espacio. AT Microscopii y AU Microscopii son conocidos miembros de este grupo.
Aunque en la base de datos SIMBAD, PZ Telescopii aparece catalogada como subgigante de tipo G9IV, recientes estudios la consideran una estrella presecuencia principal —todavía no ha llegado a la «ZAMS» o edad cero de la secuencia principal— cuyo tipo espectral es K0Vp.
Su temperatura superficial es de 5338 ± 200 K y tiene una masa un 13% mayor que la del Sol.
Su radio es un 23% más grande que el radio solar y gira rápidamente sobre sí misma, siendo su velocidad de rotación proyectada de 72 ± 5 km/s, 36 veces más alta que la del Sol.
Su metalicidad es comparable a la solar ([Fe/H] = +0,05).
Es una estrella muy joven cuya edad —estimada por modelos evolutivos y por girocronología— estaría comprendida entre los 22 y los 27 millones de años; sin embargo, por su pertenencia a la Asociación de Beta Pictoris cabría esperar una edad inferior en torno a los 13 millones de años.
El observatorio espacial Spitzer ha detectado exceso en la radiación infrarroja emitida a 70 μm, lo que indica que se halla rodeada por un disco circunestelar de polvo.
Dicho disco se extendería desde una distancia de 35 UA respecto a la estrella hasta unas 200 UA.
La temperatura del disco es de unos 40 K y su masa es de sólo 0,3 veces la masa de la Luna.
PZ Telescopii está catalogada como variable BY Draconis con una variación de brillo entre magnitud +,33 y +8,63, siendo el período de oscilación de 0,94 días.

## Compañera subestelar
La compañera subestelar de PZ Telescopii, denominada PZ Telescopii B, tiene tipo espectral M6.
Su temperatura es de 2987 ± 100 K y posee una masa 62 ± 9 veces mayor que la de Júpiter; este último valor sitúa a este objeto cerca del límite superior de las enanas marrones.
Su separación respecto a PZ Telescopii es de 16 UA.